# 伯恩歐特 (阿拉巴馬州)
伯恩歐特（英語：Burntout）是一個位於美國阿拉巴馬州富蘭克林縣的非建制地區。該地的面積和人口皆未知。

## 地理
伯恩歐特的座標為34°27′03″N 88°01′22″W / 34.45083°N 88.02277°W，而該地最高點為海拔高度227米（即745英尺）。